# 世界汉语教学
《世界汉语教学》是世界汉语教学学会的会刊，也是中國人文社會科學的權威学术期刊。
该刊创办于1987年，由北京语言大学主办，致力于推动世界范围内汉语作为第二语言教学的理论研究和实践交流。

## 涵盖内容
《世界汉语教学》
内容涵盖汉语研究、汉语教学研究、汉语学习研究、各地教学研究和学术评论等栏目，其宗旨在于及时反映世界各地汉语教学的最新理论研究成果和实践经验。该期刊的出版周期为季刊。 

## 成绩和索引
据《中國知網》2025年2月3日的报道信息，《世界汉语教学》
出版文献量：2824篇
总下载次数： 4018530次
总被引次数： 135529次
(2024版)复合影响因子：2.859
(2024版)综合影响因子：1.487
《世界汉语教学》是“中国人文社会科学期刊AMI综合评价”权威期刊 (语言学 2018版A刊权威，2022版A刊权威)、 北京大学《中文核心期刊要目总览》来源期刊、中文社会科学引文索引（CSSCI）来源期刊、 中国国际影响力优秀学术期刊，并为美国《语言学与语言行为文摘》（Linguistics and Language Behavior Abstracts）收录。

## 编辑部
《世界汉语教学》创刊于1987年。朱德熙、林焘、吕必松等语言学家曾先后担任主编。目前的主编是张博教授。

## 外部連結
官方网站： 
- https://ric.blcu.edu.cn/info/1075/1601.htm
- https://sjhy.cbpt.cnki.net/WKC2/WebPublication/wkTextContent.aspx?navigationContentID=db922688-adf9-430b-94cd-def1f4845b4d&mid=sjhy&form=MG0AV3